# Leomar Antônio Brustolin
Leomar Antônio Brustolin, né le 15 août 1967 à Santa Maria, dans l'État du Rio Grande do Sul au Brésil, est un prélat catholique brésilien, archevêque de Santa Maria depuis le 2 juin 2021.

## Biographie
Né à Caxias do Sul le 15 août 1967, Leomar Antônio Brustolin étudie la philosophie à l'université de Caxias do Sul (en) et la théologie à l'université pontificale catholique du Rio Grande do Sul. Il est ordonné prêtre le 20 décembre 1992. De 1992 à 2001 il est nommé vicaire au sein de la paroisse Sainte-Thérèse, à la cathédrale diocésaine de Caxias do Sul et, de 1993 à 2014, il est directeur du cours de théologie pour les laïcs des diocèses de Caxias do Sur.
Le 7 janvier 2015, il est nommé par le pape François évêque auxiliaire de l'archidiocèse de Porto Alegre et titulaire de Tigava. Il est ordonné évêque le 25 mars suivant en la cathédrale de Santa Teresa. Le consacrant était l'archevêque de Porto Alegre, Mgr Jaime Spengler, et les co-consécrants étaient l'évêque de Caxias do Sul, Mgr Alessandro Carmelo Ruffinoni, et l'évêque de Monténégro, Mgr Paulo Antonio de Conto (pt).
Le 22 juin suivant, il est nommé membre de la Commission pastorale épiscopale pour la doctrine de la foi de la C.N.B.B..
Le 2 juin 2021, il est nommé par le pape François deuxième archevêque de Santa Maria, succédant à Mgr Hélio Adelar Ruber. L'installation aura lieu le 15 août suivant, jour de son anniversaire, au sanctuaire basilique Notre-Dame Médiatrice de Toutes Grâces (pt).

## Devise épiscopale
« In verbo Tuo » (« Dans Ta parole »)